# Aspects of Love
Aspects of Love is een Engelse musical uit 1989, gebaseerd op de gelijknamige roman van David Garnett. De musical werd gecomponeerd door Andrew Lloyd Webber met liedteksten van Charles Hart en Don Black. De wereldpremière vond plaats op West End, Londen in 1989. Lloyd Webber hergebruikte voor dit stuk enkele composities uit zijn eerdere minimusical Cricket, ook bekend staand als Cricket (Hearts and Wickets). Het bekendste nummer uit Aspects of Love is Love changes everything. Met dit lied haalde Michael Ball de top van de Britse hitparade.

## Verhaal
Het verhaal speelt zich af tegen de achtergrond van de Franse Pyreneeën, Parijs en Venetië. De jonge Engelsman Alex wordt, al reizend door Frankrijk, hopeloos verliefd op de ambitieuze actrice Rose. Hij verleidt haar om mee te gaan naar de villa van zijn flamboyante oom George. Maar als George onverwacht binnenvalt, valt Rose voor zijn onconventionele en kunstzinnige karakter en veranderen hun levens op slag.

## Nederland
Op 29 april 2002 ging de productie op tour door Nederland, de hoofdrollen werden vertolkt door:

### Cast 2002
| Rol               | Acteur              |
| ----------------- | ------------------- |
| George Dillingham | Filip Bolluyt       |
| Alex Dillingham   | Paul Vaes           |
| Rose Vibert       | Ryan van den Akker  |
| Jenny Dillingham  | Maaike Widdershoven |
| Giulietta Trapani | Anne-Mieke Ruyten   |
| Marcel            | Ger Otte            |

In 2012 kwam er een nieuwe Nederlandse versie van de musical met Stage Entertainment als producent. De première vond plaats op 7 oktober 2012 in het DeLaMar Theater in Amsterdam.

### Cast 2012/2013

#### Hoofdrollen
- George Dillingham - Ernst Daniël Smid
- alternate George - Hans Peter Janssens
- vervanger George Dillingham - Bert Simhoffer (Bert Simhoffer heeft enkele voorstellingen overgenomen)
- Alex Dillingham - René van Kooten
- alternate Alex Dillingham - Freek Bartels (vanwege ziekte van René van Kooten heeft Freek Bartels enkele voorstellingen overgenomen)
- Rose Vibert - Lone van Roosendaal
- alternate Rose Vibert - Marleen van der Loo (in de laatste maand van de voorstelling deelt Marleen van der Loo de rol met Lone van Roosendaal)
- understudy Rose Vibert - Mieke Dijkstra (vanwege ziekte van Lone van Roosendaal heeft Mieke Dijkstra enkele voorstellingen overgenomen)
- Jenny Dillingham - Michelle van de Ven
- Giulietta Trapani - Maaike Widdershoven
- vervangster Giulietta Trapani - Céline Purcell (vanwege ziekte van Maaike Widdershoven heeft Céline Purcell enkele voorstellingen overgenomen)
- Hugo le Menier/Ensemble - Mathijs Pater
- Marcel/Ensemble - Armand Pol

#### Ensemble
- Roman van der Werff
- Bart van Veldhoven
- Pieter van Nieuwenhuyze
- Moniek Boersma
- Käthe Staallekker

### Crew
- Regie - Paul Eenens
- Vertaling - Koen van Dijk
- Staging - Stanley Burleson
- Muzikale leiding - Jan Rypens